# Вісенте Лопес-і-Планес
Алеха́ндро Вісе́нте Ло́пес-і-Пла́нес (ісп. Alejandro Vicente López y Planes, *3 травня 1785 — †10 жовтня 1856) — аргентинський письменник і політик. Займав посаду президента Об'єднаних провінцій Ріо-де-ла-Плати з 7 липня по 18 серпня 1827 року. Також є автором тексту гімну Аргентини.